# Testy atomowe

Próbne wybuchy jądrowe 1945–2018

Test atomowy – zgodnie z traktatem o ograniczeniu testów jądrowych, test jądrowy to jedna, dwie lub więcej eksplozji jądrowych wywołanych w ciągu 0,1 sekundy jedna od drugiej w obszarze o promieniu 2 kilometrów.
Testy jądrowe przeprowadzane są głównie w celu sprawdzania i udoskonalania broni jądrowej lub jej zabezpieczeń. Od wynalezienia bomby atomowej w 1945 miało miejsce około 2000 próbnych wybuchów jądrowych, głównie przeprowadzonych przez USA i ZSRR. Od 1992 Rosja i USA utrzymują moratorium na dokonywanie próbnych wybuchów.

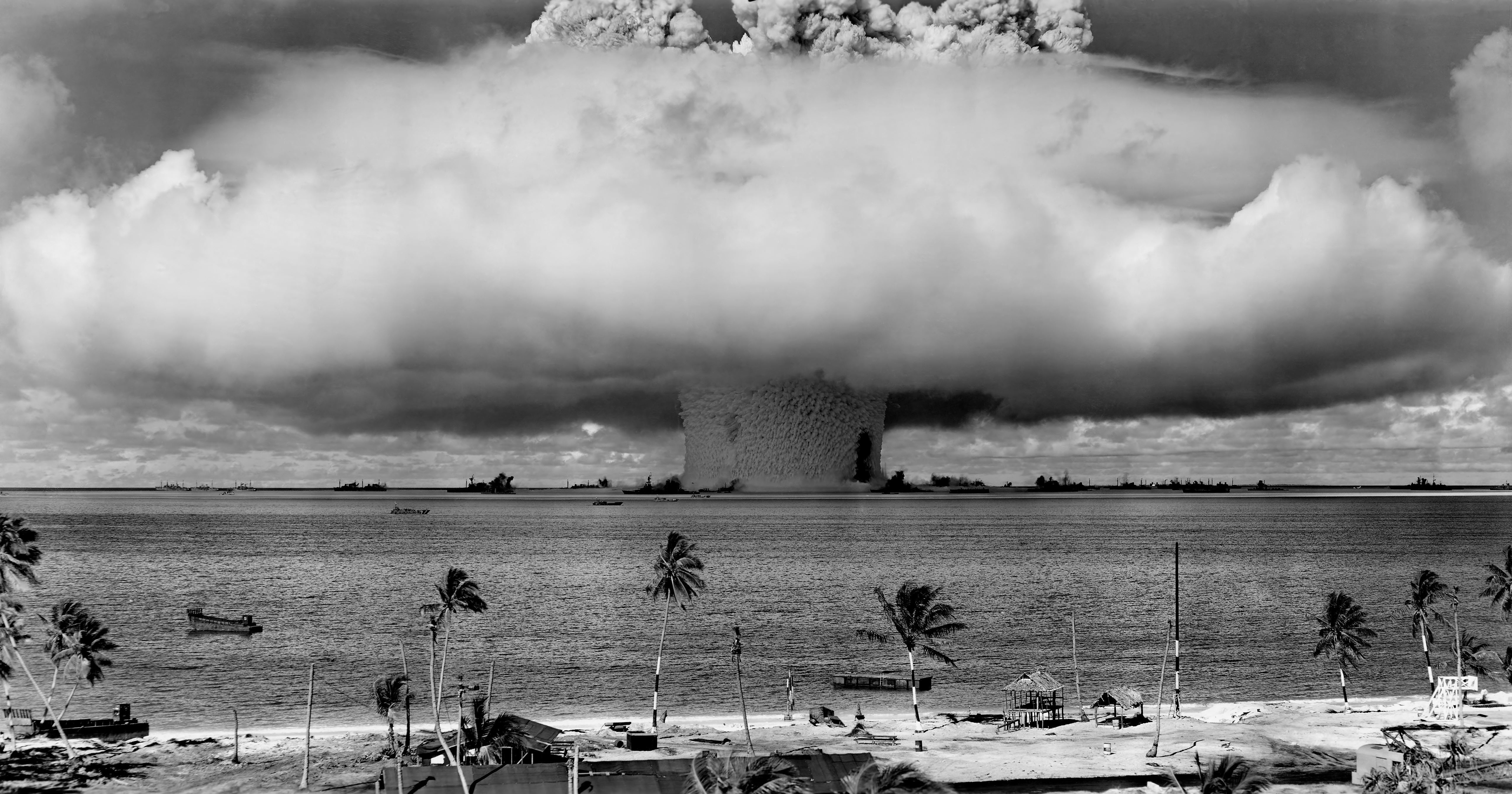
Eksplozja „Baker”, część operacji Crossroads, próby nuklearnej armii amerykańskiej na atolu Bikini w Mikronezji, 25 lipca 1946 roku

Niektóre kraje próby broni jądrowej łączyły z testami jej oddziaływania na ludzi. Szczególnie często takie eksperymenty przeprowadzano w ZSRR, m.in. na poligonach w Tockoje, Semipałatyńsku i Nowej Ziemi. Do testów używano z reguły żołnierzy ze specjalnych, tajnych jednostek wojskowych i więźniów gułagów. Również w Stanach Zjednoczonych w latach 40. i 50. XX w. wykonywano próby nuklearne z własnymi żołnierzami. Testy polegały najczęściej na przebywaniu w niewielkich odległościach od epicentrum w płytkich okopach oraz przemarszu przez strefę 0 w kilkanaście minut po wybuchu. Prawdopodobnie podobne próby przeprowadzały też Chiny. Niezależna komisja medyczna w 1991 roku oceniła, że we Wschodnim Turkiestanie choruje ok. 170 tysięcy, a ok. 210 tysięcy osób zmarło na nowotwory, będące efektem napromieniowania. Fakty te zostały przedstawione przez przewodniczącego Międzynarodowego Komitetu Wschodni Turkiestan Usupbecka Mukhlissi na VIII Antynuklearnym Kongresie w Bonn w październiku 1990 r.
Niektóre mocarstwa atomowe, m.in. Wielka Brytania i Francja testowały broń jądrową nie na własnych wojskach, a na lokalnej ludności zamieszkującej wyspy i atole w pobliżu poligonów na Pacyfiku. W wyniku francuskich prób na Mururoa, zachorowalność na choroby nowotworowe wśród mieszkańców wyspy archipelagu Tuamotu, leżących 400 km od atolu, jest sześciokrotnie wyższa od innych rejonów Polinezji. Brytyjskie próby na Wyspie Bożego Narodzenia w latach 1957–1958 bez wcześniejszej ewakuacji mieszkańców, są przedmiotem skargi złożonej przez jedną z poszkodowanych, Suitupe Kiritome, do Europarlamentu.
| Kraj                     | Liczba testów                                               | Opis |
| ------------------------ | ----------------------------------------------------------- | --- |
| Stany Zjednoczone        | 1030                                                        | |
| Związek Radziecki        | 715 testów, w ramach których wykonano 962 eksplozje jądrowe | Pierwsza radziecka próba atomowa przeprowadzona została na specjalnie w tym celu utworzonym poligonie w Semipałatyńsku 29 sierpnia 1949 roku. Test ten był finalnym stopniem sowieckiego programu budowy broni nuklearnej. Ładunek wybuchowy RDS-1 był bombą plutonową stanowiącą w rzeczywistości wierną kopię amerykańskiej bomby „Fat Man”. W następnych latach przeprowadzono zakrojony na szeroką skale program testów nuklearnych, w tym serię testów przeprowadzonych od 1 do 3 listopada 1958 roku, w której ładunki nuklearne zostały dostarczone do miejsca eksplozji za pomocą rakietowych pocisków balistycznych. Nowa era w historii radzieckich prób nuklearnych rozpoczęła się jednak 26 lutego 1951 roku, kiedy podjęto decyzje o rozpoczęciu testów nuklearnych z użyciem ładunków termojądrowych (wodorowych). Pierwszy tego typu ładunek o mocy 400 Kt, umieszczony na wieży o wysokości 30 metrów, został zdetonowany w Semipałatyńsku 12 sierpnia 1953 roku, przy czym z reakcji fuzji jądrowej pochodziło od 15 do 20% energii eksplozji. Pierwszy radziecki dwustopniowy ładunek termojądrowy został zdetonowany 22 listopada 1955 roku. Stanowiła go dostarczona nad poligon za pomocą bombowca Tu-16 bomba RDS-37, o szacunkowej mocy ok. 3 megaton, jednakże siła zaplanowanej eksplozji została uprzednio zredukowana o połowę z uwagi na warunki panujące w Semipałatyńsku, stąd też faktyczna moc eksplozji nie przekraczała 1,6 Mt. RDS-37 była pierwszą sowiecką bombą wodorową, która zdatna była do bojowego dostarczenia nad cel. Na skutek negocjacji ze Stanami Zjednoczonymi w sprawie zakazu testów w atmosferze, zarówno ZSRR jak i USA nie dokonywały testów w latach 1958–1961. 20 sierpnia 1961 roku, Związek radziecki ogłosił, że w związku z testami przeprowadzanymi przez Francję, wznowi własne testy jądrowe – które osiągnęły niespotykaną dotąd skalę 59 testów atomowych w ciągu niespełna dwóch miesięcy, większość z nich o ogromnej mocy – w tym napowietrzny test ładunku znanego jako „car-bomba” o mocy, według różnych źródeł, od 50 do 58 megaton. Ostatni sowiecki test jądrowy miał miejsce 24 października 1990 roku na poligonie Nowa Ziemia, gdzie ładunek jądrowy o mocy ok. 70 kt zdetonowano w tunelu. 29 sierpnia 1991 roku, dekretem prezydenta Kazachstanu zamknięty został poligon jądrowy w Semipałatyńsku. W 1996 roku zawarto ratyfikowany przez Stany Zjednoczone i Rosję (21 kwietnia 2000) traktat o całkowitym zakazie prób z bronią jądrową. W związku jednak z brakiem podpisu i ratyfikacji tej umowy przez wymaganą liczbę państw, w tym zwłaszcza przez Indie, Pakistan i Koreę Północną, traktat do dziś nie wszedł w życie. Mimo to zarówno Stany Zjednoczone, jak i Rosja wzajemnie przestrzegają jednostronnych moratoriów na próby jądrowe. |
| Francja                  | 210                                                         | Pierwszy wybuch miał miejsce na Saharze w Algierii (wtedy jeszcze francuskiej kolonii) 13 lutego 1960. Ogółem w Algierii Francuzi przeprowadzili 4 próby atmosferyczne i 13 prób podziemnych, ostatnią 16 lutego 1966. (próby odbywały się dalej nawet po uzyskaniu przez Algierię niepodległości w 1962). Następnie głównym ośrodkiem prób stały się francuskie wyspy na Pacyfiku, atole Mururoa i Fangataufa. Ostatnia, kontrowersyjna seria wybuchów została tam przeprowadzona w 1995, ostatni francuski wybuch miał miejsce 27 stycznia 1996. |
| Wielka Brytania          | 45                                                          | Pierwszy wybuch miał miejsce 3 października 1952. Ładunek jądrowy umieszczony został na statku i zdetonowany niedaleko północno-zachodniego wybrzeża Australii, w okolicach wysp Monte Bello. Do 1958 w Australii i na wyspach Bożego Narodzenia i Malden przeprowadzono 21 wybuchów atmosferycznych. W następnych latach Wielka Brytania rozpoczęła ścisłą współpracę ze Stanami Zjednoczonymi w dziedzinie broni jądrowej i od 1962 zaczęła przeprowadzać próbne wybuchy podziemne na głównym amerykańskim poligonie jądrowym w stanie Nevada. 24 z wybuchów, które miały tam miejsce, jest oficjalnie uważane za przeprowadzone wspólnie przez Stany Zjednoczone i Wielką Brytanię. Ostatni z nich miał miejsce 26 listopada 1991. |
| Chińska Republika Ludowa | 45                                                          | Pierwszy wybuch miał miejsce 16 października 1964, ostatni 29 lipca 1996. Wszystkie odbyły się na poligonie Lop Nor w Sinciangu, na pustyni Takla Makan. |
| Indie                    | 6                                                           | Pierwszy wybuch miał miejsce 18 maja 1974. Po długiej przerwie, następna seria pięciu wybuchów miała miejsce w 1998, 11 maja (3 wybuchy równocześnie) i 13 maja (dwa wybuchy równocześnie). |
| Pakistan                 | 6                                                           | Pierwsza i jak dotąd jedyna seria wybuchów miała miejsce w 1998, w odpowiedzi na serię prób Indii: 5 równoczesnych wybuchów 28 maja 1998 (według oficjalnych danych, niezależni eksperci mają tu pewne wątpliwości, ale na pewno miały miejsce co najmniej dwa wybuchy) i 1 wybuch 30 maja 1998. |
| Korea Północna           | 5                                                           | Pierwsza próba została przeprowadzona 9 października 2006 Stosunkowo nieznaczna moc wybuchu, wynosząca 0,55 kT (czyli ok. 1/30 ładunku użytego przez Amerykanów ponad 60 lat wcześniej w Hiroszimie) wskazywać może na to, że próba ta była nieudana. Opinię taką wyraził w listopadzie 2006 szef inspekcji ONZ do spraw broni masowej zagłady Hans Blix. Druga próba przeprowadzona została 3 lata po pierwszej, 25 maja 2009, pod ziemią. Moc wybuchu specjaliści określają na ok. 20 kT Trzecia podziemna próba przeprowadzona została 11 lutego 2013. Siła wybuchu oceniana jest na 6-7 kT. Czwarta i piąta próba zostały przeprowadzone w 2016 roku. 9 września 2016 roku przeprowadzono próbę o sile 10 kT, najsilniejszą z wszystkich pięciu. Władze japońskie i amerykańskie potwierdziły, że na poligonie atomowym na północnym wschodzie kraju odnotowano wstrząsy o sile 5,3 stopni Richtera. |
| Izrael/Południowa Afryka | 1 (spekulacje)                                              | Oba kraje zbudowały arsenały nuklearne (RPA pozbyła się swoich bomb po upadku apartheidu) i najprawdopodobniej prowadziły współpracę w tej dziedzinie. Oficjalnie żaden z nich nie przeprowadzał próbnych wybuchów jądrowych. Przypuszcza się jednak, że rozbłysk (Incydent Vela) zaobserwowany przez amerykańskiego satelitę nad Oceanem Indyjskim 22 września 1979 był próbą jądrową, być może przeprowadzoną przez te kraje. Nie ma jednak co do tego dowodów, a szczegóły wydarzenia pozostają nadal utajnione. Być może rozbłysk był fenomenem naturalnym, spowodowanym na przykład przez meteoryt wybuchający w atmosferze. |